# Категории городов (Россия)
Категория города — категория города, в Российской Федерации — России, определяет его расположение в иерархии административно-территориального деления государства, страны и административно-территориального устройства субъектов современной России.
Города России могут иметь следующие статусы:
- город федерального значения[1]
- город областного, республиканского, краевого, окружного значения (подчинения)[1]
- город районного (окружного) значения (подчинения)[1]

## Город федерального значения
Город федерального значения является самостоятельной административной единицей верхнего уровня (субъектом России) наряду с республиками, краями, автономными округами и областями.
В Российской Федерации таких городов три: Москва (1993 год), Санкт-Петербург (1993 год) и Севастополь (2014). Статус города федерального значения России также имеет Байконур, находящийся в ведении России на правах аренды по договору аренды комплекса «Байконур» между Правительством Российской Федерации и Правительством Республики Казахстан от 10.12.1994 года и соглашению между Российской Федерацией и Республикой Казахстан о развитии сотрудничества по эффективному использованию комплекса «Байконур», но не являющийся субъектом России.

## Город областного, республиканского, краевого, окружного значения
Город областного, республиканского, краевого, окружного значения (подчинения) является самостоятельной административной единицей субъекта федерации, наравне с районами, и подчиняется непосредственно администрации субъекта России. К такой категории относятся все административные центры субъектов России, а также крупные районные центры. В ряде случаев таким же статусом, приравненным к районам, обладают некоторые посёлки городского типа и посёлки сельского типа (как правило, ЗАТО). В ОКАТО ЗАТО определяются как — сельские населённые пункты, посёлки городского типа, города республиканского, краевого, областного значения (подчинения), находящиеся в ведении федеральных органов государственной власти и управления. В рамках муниципального устройства такие города (и некоторые посёлки), как правило, образуют самостоятельные городские округа, которые не входят в состав муниципальных районов.
Республики, в которых на территории городов республиканского значения образованы муниципальные районы: Карелия, Республика Коми.
Субъекты, в которых некоторые города республиканского (краевого, областного, окружного) значения (подчинения) входят в состав муниципальных районов и образуют городские поселения: Архангельская область, Башкортостан, Белгородская область, Вологодская область, Ивановская область, Камчатский край, Кемеровская область, Костромская область, Краснодарский край, Мордовия, Новгородская область, Новосибирская область, Омская область, Татарстан, Хабаровский край, Ханты-Мансийский автономный округ, Чечня, Якутия, Ямало-Ненецкий автономный округ, Ярославская область, а также Ставропольский край до упразднения муниципальных районов с преобразованием их в городские и муниципальные округа, при этом в состав административных районов входят некоторые города этой категории в следующих субъектах: Башкортостан, Белгородская область, Вологодская область, Камчатский край, Новгородская область, Ставропольский край (территориальные районы), Татарстан, Хабаровский край, Чечня, Якутия.
В Тверской области города областного значения, наравне с городами окружного значения, являются территориальными единицами в составе административно-территориальных единиц округов.
В Воронежской, Ленинградской и Ростовской областях города областного значения официально называются городскими округами.
В Нижегородской области наравне с городами областного значения предусматриваются городские округа с городами окружного значения в их составе, но к настоящему моменту эти административно-территориальные единицы не образованы.
В Красноярском крае наравне с краевыми городами предусматриваются округа, объединяющие территориальные единицы, но к настоящему моменты эти административно-территориальные единицы не образованы.
В Забайкальском крае города и посёлок городского типа областного значения, согласно Реестру и закону об административно-территориальном устройстве, отсутствуют, причём они отсутствовали и в Читинской области на момент преобразования в край.
Города (плюс иные населённые пункты) в составе городов федерального значения:
- в составе Москвы не определяются в официальных документах как территориальные единицы, но упоминаются в официальных документах и выделяются в ОКАТО;
- в составе Санкт-Петербурга после 2009 года определяются как муниципальные образования (выделяются в ОКТМО);
- в составе Севастополя определяются как территориальные единицы.

В России существуют следующие города (а также пгт и посёлки) областного, республиканского, краевого, окружного значения.
Сокращения:
- АО — автономная область, автономный округ;
- АТЕ — административно-территориальная единица
  - АТЕ ОС — административно-территориальная единица с особым статусом;
- АТО — административно-территориальное образование;
- АТУ — административно-территориальное устройство;
- адм. ц. — административный центр (при несовпадении границ административно-территориальных единиц и муниципальных образований);
- мун. обр. — муниципальное образование;
- пгт — посёлок городского типа;
- пос. — посёлок;
- ЗАТО — закрытое административно-территориальное образование (по умолчанию без метки пгт или пос. — город)
  - б. ЗАТО — бывшее ЗАТО;
- ГП — городское поселение;
- ГО — городской округ;
- МО — муниципальный округ;
- МР — муниципальный район.

Курсивом обозначены административно-территориальные единицы, существующие де-факто, чей административный статус не прописан в официальных документах.

### Города республиканского значения (подчинения)
Сокращения:
- ГРЗ — город республиканского значения;
- ГРП — город республиканского подчинения.

| Субъект федерации и адм. ед.  | Герб | Столица       | Код субъекта | Код ОКАТО | Город | Соответствующие муниципальные образования |
| ----------------------------- | ---- | ------------- | ------------ | --------- | --- | --- |
| Адыгея ГРЗ                    |      | Майкоп        | 01           | 79        | 1. Адыгейск 2. Майкоп примечания | 1. ГО Адыгейск 2. ГО Майкоп |
| Алтай город                   |      | Горно-Алтайск | 04           | 84        | 1. Горно-Алтайск примечания | 1. ГО |
| Башкортостан ГРЗ ЗАТО         |      | Уфа           | 02           | 80        | 1. Агидель 2. Баймак 3. Белебей 4. Белорецк 5. Бирск 6. Благовещенск 7. Давлеканово 8. Дюртюли 9. Ишимбай 10. Кумертау 11. Мелеуз 12. Нефтекамск 13. Октябрьский 14. Салават 15. Сибай 16. Стерлитамак 17. Туймазы 18. Уфа 19. Учалы 20. Янаул 21. Межгорье (ЗАТО) примечания | 1. ГО Агидель 2. ГП Баймак Баймакского МР 3. ГП Белебей Белебеевского МР 4. ГП Белорецк Белорецкого МР 5. ГП Бирск Бирского МР 6. ГП Благовещенск Благовещенского МР 7. ГП Давлеканово Давлекановского МР 8. ГП Дюртюли Дюртюлинского МР 9. ГП Ишимбай Ишимбайского МР 10. ГО Кумертау 11. ГП Мелеуз Мелеузовского МР 12. ГО Нефтекамск 13. ГО Октябрьский 14. ГО Салават 15. ГО Сибай 16. ГО Стерлитамак 17. ГП Туймазы Туймазинского МР 18. ГО Уфа 19. ГП Учалы Учалинского МР 20. ГП Янаул Янаульского МР 21. ГО Межгорье |
| Бурятия ГРЗ                   |      | Улан-Удэ      | 03           | 81        | 1. Северобайкальск 2. Улан-Удэ примечания | 1. ГО 2. ГО |
| Дагестан город республики ГРЗ |      | Махачкала     | 05           | 82        | 1. Буйнакск 2. Дагестанские Огни 3. Дербент 4. Избербаш 5. Каспийск 6. Кизилюрт 7. Кизляр 8. Махачкала 9. Хасавюрт 10. Южно-Сухокумск | 1. ГО 2. ГО 3. ГО 4. ГО 5. ГО 6. ГО 7. ГО 8. ГО 9. ГО 10. ГО |
| Ингушетия ГРЗ                 |      | Магас         | 06           | 26        | 1. Карабулак 2. Магас 3. Малгобек 4. Назрань 5. Сунжа | 1. ГО 2. ГО 3. ГО 4. ГО 5. ГО |
| Кабардино- Балкария ГРЗ       |      | Нальчик       | 07           | 83        | 1. Баксан 2. Нальчик 3. Прохладный примечания | 1. ГО 2. ГО 3. ГО |
| Калмыкия ГРЗ                  |      | Элиста        | 08           | 85        | 1. Элиста примечания | 1. Элистинский ГО |
| Карачаево- Черкесия ГРЗ       |      | Черкесск      | 09           | 91        | 1. Карачаевск 2. Черкесск примечания | 1. Карачаевский ГО 2. Черкесский ГО |
| Карелия ГРЗ                   |      | Петрозаводск  | 10           | 86        | 1. Костомукша 2. Петрозаводск 3. Сортавала примечания | 1. Костомукшский ГО 2. Петрозаводский ГО 3. Сортавальский МР |
| Коми ГРЗ                      |      | Сыктывкар     | 11           | 87        | 1. Воркута 2. Вуктыл 3. Инта 4. Печора 5. Сосногорск 6. Сыктывкар 7. Усинск 8. Ухта | 1. ГО Воркута 2. ГО Вуктыл 3. ГО Инта 4. МР Печора 5. МР Сосногорск 6. ГО Сыктывкар 7. ГО Усинск 8. ГО Ухта |
| Крым ГРЗ                      |      | Симферополь   | 91           | 35        | 1. Алушта 2. Армянск 3. Джанкой 4. Евпатория 5. Керчь 6. Красноперекопск 7. Саки 8. Симферополь 9. Судак 10. Феодосия 11. Ялта | 1. ГО 2. ГО 3. ГО 4. ГО 5. ГО 6. ГО 7. ГО 8. ГО 9. ГО 10. ГО 11. ГО |
| Марий Эл ГРЗ                  |      | Йошкар-Ола    | 12           | 88        | 1. Волжск 2. Йошкар-Ола 3. Козьмодемьянск | 1. ГО 2. ГО 3. ГО |
| Мордовия ГРЗ                  |      | Саранск       | 13           | 89        | 1. Ковылкино 2. Рузаевка 3. Саранск | 1. ГП Ковылкино Ковылкинского МР 2. ГП Рузаевка Рузаевского МР 3. ГО Саранск |
| Саха (Якутия) ГРП (ГРЗ)       |      | Якутск        | 14           | 98        | 1. Мирный 2. Нюрба 3. Покровск 4. Якутск примечания | 1. ГП Мирный Мирнинского МР 2. ГП «Город Нюрба» Нюрбинского МР 3. ГП Покровск Хангаласский МР 4. ГО Якутск + ГО Жатай |
| Северная Осетия — Алания ГРП  |      | Владикавказ   | 15           | 90        | 1. Владикавказ | 1. ГО |
| Татарстан ГРЗ                 |      | Казань        | 16           | 92        | 1. Азнакаево 2. Альметьевск 3. Бавлы 4. Бугульма 5. Буинск 6. Елабуга 7. Заинск 8. Зеленодольск 9. Казань 10. Лениногорск 11. Набережные Челны 12. Нижнекамск 13. Нурлат 14. Чистополь примечания                                                                             | 1. ГП Азнакаево Азнакаевского МР 2. ГП Альметьевск Альметьевского МР 3. ГП Бавлы Бавлинского МР 4. ГП Бугульма Бугульминского МР 5. ГП Буинск Буинского МР 6. ГП Елабуга Елабужского МР 7. ГП Заинск Заинского МР 8. ГП Зеленодольск Зеленодольского МР 9. ГО Казань 10. ГП Лениногорск Лениногорского МР 11. ГО Набережные Челны 12. ГП Нижнекамск Нижнекамского МР 13. ГП Нурлат Нурлатского МР 14. ГП Чистополь Чистопольского МР                                                                                         |
| Тыва (Тува) ГРЗ               |      | Кызыл         | 17           | 93        | 1. Ак-Довурак 2. Кызыл | 1. ГО 2. ГО |
| Удмуртия ГРЗ                  |      | Ижевск        | 18           | 94        | 1. Воткинск 2. Глазов 3. Ижевск 4. Можга 5. Сарапул | 1. ГО 2. ГО 3. ГО 4. ГО 5. ГО |
| Хакасия ГРЗ                   |      | Абакан        | 19           | 95        | 1. Абаза 2. Абакан 3. Саяногорск 4. Сорск 5. Черногорск примечания | 1. ГО 2. ГО 3. ГО 4. ГО 5. ГО |
| Чечня ГРЗ                     |      | Грозный       | 20           | 96        | 1. Аргун 2. Грозный 3. Гудермес примечания | 1. ГО город Аргун 2. ГО город Грозный 3. Гудермесское ГП Гудермесского МР |
| Чувашия ГРЗ                   |      | Чебоксары     | 21           | 97        | 1. Алатырь 2. Канаш 3. Новочебоксарск 4. Чебоксары 5. Шумерля | 1. ГО Алатырь 2. ГО Канаш 3. Новочебоксарский ГО 4. Чебоксарский ГО 5. ГО Шумерля |

### Города краевого значения (подчинения)
Сокращения:
- ГКЗ — город краевого значения;
- ГКП — город краевого подчинения;
- с. — село;
- ст. — станица.

| Субъект федерации и адм. ед.                   | Герб | Администра- тивный центр | Код субъекта | Код ОКАТО | Город, пгт, посёлок | Соответствующие муниципальные образования |
| ---------------------------------------------- | ---- | ------------------------ | ------------ | --------- | --- | --- |
| Алтайский край ГКЗ пгт ЗАТО                    |      | Барнаул                  | 22           | 01        | 1. Алейск 2. Барнаул 3. Белокуриха 4. Бийск 5. Заринск 6. Новоалтайск 7. Рубцовск 8. Славгород 9. Яровое 10. пгт Сибирский (ЗАТО) примечания | 1. ГО 2. ГО 3. ГО 4. ГО 5. ГО 6. ГО 7. ГО 8. ГО 9. ГО 10. ГО |
| Забайкальский край                             |      | Чита                     | 75           | 76        | 1. отсутствуют примечания | |
| Камчатский край ГКП ЗАТО                       |      | Петропавловск-Камчатский | 41           | 30        | 1. Елизово 2. Петропавловск-Камчатский 3. Вилючинск (ЗАТО) примечания | 1. Елизовское ГП Елизовского МР 2. ГО Петропавловск-Камчатский 3. Вилючинский ГО |
| Краснодарский край ГКП АТЕ города пгт ФТ       |      | Краснодар                | 23           | 03        | 1. Анапа 2. Армавир 3. Белореченск 4. Геленджик 5. Горячий Ключ 6. Ейск 7. Краснодар 8. Кропоткин 9. Крымск 10. Лабинск 11. Новороссийск 12. Славянск-на-Кубани 13. Сочи 14. Тихорецк 15. Туапсе 16. пгт Сириус, ФТ примечания                            | 1. ГО город-курорт Анапа (Анапа + ст. Благовещенская + с. Витязево + х. Чембурка) 2. ГО Армавир 3. Белореченское ГП + Южненское СП Белореченского МР 4. ГО город-курорт Геленджик 5. ГО Горячий Ключ 6. Ейское ГП Ейского МР 7. ГО Краснодар 8. Кропоткинское ГП Кавказского МР 9. Крымское ГП (адм. ц.) Крымского МР 10. Лабинское ГП Лабинского МР 11. ГО Новороссийск 12. Славянское ГП Славянского МР 13. ГО город-курорт Сочи 14. Тихорецкое ГП Тихорецкого МР 15. Туапсинское ГП Туапсинского МР 16. ГО Сириус |
| Красноярский край краевой город ЗАТО пос. ЗАТО |      | Красноярск               | 24           | 04        | 1. Ачинск 2. Боготол 3. Бородино 4. Дивногорск 5. Енисейск 6. Канск 7. Красноярск 8. Лесосибирск 9. Минусинск 10. Назарово 11. Норильск 12. Сосновоборск 13. Шарыпово 14. Железногорск (ЗАТО) 15. Зеленогорск (ЗАТО) 16. пос. Солнечный (ЗАТО) примечания | 1. ГО 2. ГО 3. ГО 4. ГО 5. ГО 6. ГО 7. ГО 8. ГО 9. ГО 10. ГО 11. ГО 12. ГО 13. ГО 14. ГО 15. ГО 16. ГО |
| Пермский край ГКЗ пгт ЗАТО                     |      | Пермь                    | 59           | 57        | 1. Александровск 2. Березники 3. Гремячинск 4. Губаха 5. Добрянка 6. Кизел 7. Краснокамск 8. Кудымкар 9. Кунгур 10. Лысьва 11. Пермь 12. Соликамск 13. Чайковский 14. Чусовой 15. пгт Звёздный (ЗАТО) примечания                                          | 1. Александровский МО 2. ГО Березники (адм. ц.) 3. Гремячинский ГО 4. Губахинский ГО 5. Добрянский ГО 6. ГО Кизел 7. Краснокамский ГО 8. Кудымкарский МО (адм. ц.) 9. Кунгурский МО (адм. ц.) 10. Лысьвенский ГО 11. Пермский ГО 12. Соликамский ГО (адм. ц.) 13. Чайковский ГО 14. Чусовской ГО 15. ГО Звёздный |
| Приморский край ГКП ЗАТО                       |      | Владивосток              | 25           | 05        | 1. Арсеньев 2. Артём 3. Большой Камень (б. ЗАТО) 4. Владивосток 5. Дальнегорск 6. Дальнереченск 7. Лесозаводск 8. Находка 9. Партизанск 10. Спасск-Дальний 11. Уссурийск 12. Фокино (ЗАТО)                                                                | 1. Арсеньевский ГО 2. Артёмовский ГО 3. ГО Большой Камень 4. Владивостокский ГО 5. Дальнегорский ГО 6. Дальнереченский ГО 7. Лесозаводский ГО 8. Находкинский ГО 9. Партизанский ГО 10. ГО Спасск-Дальний 11. Уссурийский ГО 12. ГО ЗАТО Фокино |
| Ставропольский край ГКЗ                        |      | Ставрополь               | 26           | 07        | 1. Будённовск 2. Георгиевск 3. Ессентуки 4. Железноводск 5. Кисловодск 6. Лермонтов 7. Минеральные Воды 8. Невинномысск 9. Пятигорск 10. Ставрополь примечания                                                                                            | 1. Будённовский МО (адм. ц.) 2. Георгиевский ГО (адм. ц.) 3. ГО город-курорт Ессентуки 4. ГО город-курорт Железноводск 5. ГО город-курорт Кисловодск 6. ГО Лермонтов 7. Минераловодский ГО (адм. ц.) 8. ГО Невинномысск 9. ГО город-курорт Пятигорск 10. ГО город Ставрополь |
| Хабаровский край ГКЗ                           |      | Хабаровск                | 27           | 08        | 1. Амурск 2. Бикин 3. Комсомольск-на-Амуре 4. Николаевск-на-Амуре 5. Советская Гавань 6. Хабаровск примечания | 1. ГП Амурск Амурского МР 2. ГП Бикин Бикинского МР 3. ГО Комсомольск-на-Амуре 4. ГП Николаевск-на-Амуре Николаевского МР 5. ГП Советская Гавань Советско-Гаванского МР 6. ГО Хабаровск |

### Города областного значения (подчинения)
Сокращения:
- АО — административный округ;
- ГОЗ — город областного значения;
- ГОП — город областного подчинения;
- ПГТОЗ — пгт областного значения;
- ПГТОП — пгт областного подчинения;
- рп — рабочий посёлок.

| Субъект федерации и адм. ед.                                               | Герб | Администра- тивный центр                              | Код субъекта | Код ОКАТО | Город, пгт, посёлок | Соответствующие муниципальные образования |
| -------------------------------------------------------------------------- | ---- | ----------------------------------------------------- | ------------ | --------- | --- | --- |
| Амурская область АТЕ город АТЕ пгт (де-факто) АТЕ ЗАТО                     |      | Благовещенск                                          | 28           | 10        | 1. Белогорск 2. Благовещенск 3. Зея 4. Райчихинск 5. Свободный 6. Тында 7. Шимановск 8. Циолковский (ЗАТО) 9. пгт Прогресс | 1. ГО 2. ГО 3. ГО 4. ГО 5. ГО 6. ГО 7. ГО 8. ГО 9. ГО |
| Архангельская область ГОЗ ЗАТО (без учёта Ненецкого АО)                    |      | Архангельск                                           | 29           | 11        | 1. Архангельск 2. Коряжма 3. Котлас 4. Новодвинск 5. Онега 6. Северодвинск 7. Мирный (ЗАТО) | 1. ГО «город Архангельск» 2. ГО «город Коряжма» 3. ГО «Котлас» 4. ГО «город Новодвинск» 5. Онежское ГП Онежского МР 6. ГО «Северодвинск» 7. ГО «Мирный» |
| Астраханская область ГОЗ ЗАТО                                              |      | Астрахань                                             | 30           | 12        | 1. Астрахань 2. Знаменск (ЗАТО) примечания | 1. ГО 2. ГО |
| Белгородская область ГОЗ                                                   |      | Белгород                                              | 31           | 14        | 1. Алексеевка 2. Белгород 3. Валуйки 4. Губкин 5. Старый Оскол 6. Шебекино примечания | 1. Алексеевский ГО (адм. ц.) 2. ГО Белгород 3. Валуйский ГО (адм. ц.) 4. Губкинский ГО (адм. ц.) 5. Старооскольский ГО (адм. ц.) 6. Шебекинский ГО (адм. ц.) |
| Брянская область ГОЗ ГАО                                                   |      | Брянск                                                | 32           | 15        | 1. ГАО Брянск 2. ГАО Клинцы 3. ГАО Новозыбков 4. ГАО Сельцо примечания | 1. ГО Брянск 2. ГО Клинцы 3. Новозыбковский ГО (адм. ц.) 4. Сельцовский ГО |
| Владимирская область АТО город ЗАТО                                        |      | Владимир                                              | 33           | 17        | 1. Владимир 2. Гусь-Хрустальный 3. Ковров 4. Муром 5. Радужный (ЗАТО) примечания | 1. ГО 2. ГО 3. ГО 4. ГО 5. ГО |
| Волгоградская область ГОЗ                                                  |      | Волгоград                                             | 34           | 18        | 1. Волгоград 2. Волжский 3. Камышин 4. Михайловка 5. Урюпинск 6. Фролово | 1. ГО Волгоград 2. ГО Волжский 3. ГО Камышин 4. ГО Михайловка (отдел Себровской территории) 5. ГО Урюпинск 6. ГО Фролово |
| Вологодская область ГОЗ                                                    |      | Вологда                                               | 35           | 19        | 1. Великий Устюг 2. Вологда 3. Сокол 4. Череповец примечания | 1. ГП «Город Великий Устюг» (адм. ц.) + ГП Красавино (адм. ц.) + ГП Кузино Великоустюгского МР 2. ГО Вологда 3. ГП Сокол Сокольского МР 4. ГО Череповец |
| Воронежская область ГО                                                     |      | Воронеж                                               | 36           | 20        | 1. Борисоглебский 2. Воронеж 3. Нововоронеж примечания | 1. ГО Борисоглебский 2. ГО Воронеж 3. ГО Нововоронеж |
| Ивановская область город                                                   |      | Иваново                                               | 37           | 24        | 1. Вичуга 2. Иваново 3. Кинешма 4. Кохма (в АГКГН) 5. Тейково 6. Фурманов (в ОКАТО) 7. Шуя | 1. ГО Вичуга 2. ГО Иваново 3. ГО Кинешма 4. ГО Кохма 5. ГО Тейково 6. ГП Фурмановское Фурмановского МР 7. ГО Шуя |
| Иркутская область АТЕ город области                                        |      | Иркутск                                               | 38           | 25        | 1. Братск 2. Зима 3. Иркутск 4. Саянск 5. Свирск 6. Тулун 7. Усолье-Сибирское 8. Усть-Илимск 9. Черемхово примечания | 1. ГО Братск (мун. обр. города Братска) 2. ГО Зиминское ГМО 3. ГО Иркутск (мун. обр. «город Иркутск») 4. ГО Саянск (мун. обр. «город Саянск») 5. ГО Свирск (мун. обр. «город Свирск», Свирское мун. обр.) 6. ГО Тулун (мун. обр. «город Тулун») 7. ГО Усолье-Сибирское (мун. обр. «город Усолье-Сибирское») 8. ГО Усть-Илимск (мун. обр. «город Усть-Илимск») 9. ГО Черемхово (Черемховское мун. обр.) |
| Калининградская область ГОЗ ПГТОЗ                                          |      | Калининград                                           | 39           | 27        | 1. Балтийск 2. Калининград 3. Ладушкин 4. Мамоново 5. Пионерский 6. Светлогорск 7. Светлый 8. Советск 9. пгт Янтарный примечания | 1. Балтийский ГО 2. ГО Калиниград 3. Ладушкинский ГО 4. Мамоновский ГО 5. ГО Пионерский 6. Светлогорский ГО 7. Светловский ГО 8. Советский ГО 9. ГО Янтарный |
| Калужская область АТЕ город                                                |      | Калуга                                                | 40           | 29        | 1. Калуга 2. Обнинск примечания | 1. ГО 2. ГО |
| Кемеровская область — Кузбасс ГОП ПГТОП                                    |      | Кемерово                                              | 42           | 32        | 1. Анжеро-Судженск 2. Белово 3. Берёзовский 4. Гурьевск 5. Калтан 6. Кемерово 7. Киселёвск 8. Ленинск-Кузнецкий 9. Мариинск 10. Междуреченск 11. Мыски 12. Новокузнецк 13. Осинники 14. Полысаево 15. Прокопьевск 16. Тайга 17. Таштагол 18. Топки 19. Юрга 20. пгт Краснобродский примечания | 1. Анжеро-Судженский ГО 2. Беловский ГО 3. Берёзовский ГО 4. Гурьевский МО (адм. ц.) 5. Калтанский ГО 6. ГО Кемерово 7. Киселёвский ГО 8. ГО Ленинск-Кузнецкий 9. Мариинское ГП Мариинского МР 10. Междуреченский ГО (адм. ц.) 11. Мысковский ГО 12. Новокузнецкий ГО 13. Осинниковский ГО 14. Полысаевский ГО 15. Прокопьевский ГО 16. Тайгинский ГО 17. Таштагольское ГП Таштагольского МР 18. Топкинский МО (адм. ц.) 19. Юргинский ГО 20. ГО Краснобродский |
| Кировская область АТЕ город пгт ЗАТО                                       |      | Киров                                                 | 43           | 33        | 1. Вятские Поляны 2. Киров 3. Кирово-Чепецк 4. Котельнич 5. Слободской 6. пгт Первомайский (ЗАТО) | 1. ГО 2. ГО 3. ГО 4. ГО 5. ГО 6. ГО |
| Костромская область ГОЗ                                                    |      | Кострома                                              | 44           | 34        | 1. Буй 2. Волгореченск 3. Галич 4. Кострома 5. Мантурово 6. Нерехта 7. Нея 8. Шарья | 1. ГО Буй 2. ГО Волгореченск 3. ГО Галич 4. ГО Кострома 5. ГО Мантурово (адм. ц.) 6. ГП Нерехта МР город Нерехта и Нерехтский район 7. Нейский МО (адм. ц.) 8. ГО Шарья |
| Курганская область ГОП                                                     |      | Курган                                                | 45           | 37        | 1. Курган 2. Шадринск | 1. ГО 2. ГО |
| Курская область ГОЗ                                                        |      | Курск                                                 | 46           | 38        | 1. Железногорск 2. Курск 3. Курчатов 4. Льгов 5. Щигры | 1. ГО 2. ГО 3. ГО 4. ГО 5. ГО |
| Ленинградская область АО                                                   |      | Санкт-Петербург (не входит в состав области), Гатчина | 47           | 41        | 1. Сосновоборский ГО примечания | 1. Сосновоборский ГО |
| Липецкая область ГОП                                                       |      | Липецк                                                | 48           | 42        | 1. Елец 2. Липецк примечания | 1. ГО 2. ГО |
| Магаданская область ГОЗ                                                    |      | Магадан                                               | 49           | 44        | 1. Магадан | 1. ГО |
| Московская область ГОП ПГТОП АТ ЗАТО пгт ЗАТО                              |      | Москва (не входит в состав области), Красногорск      | 50           | 46        | 1. Балашиха (АТ) 2. Бронницы 3. Видное (АТ) 4. Волоколамск (АТ) 5. Воскресенск (АТ) 6. Дзержинский 7. Дмитров (АТ) 8. Долгопрудный 9. Домодедово (АТ) 10. Дубна 11. Егорьевск (АТ) 12. Жуковский 13. Зарайск (АТ) 14. Истра (АТ) 15. Кашира (АТ) 16. Клин (АТ) 17. Коломна (АТ) 18. Королёв 19. Котельники 20. Красногорск (АТ) 21. Лобня 22. Лосино-Петровский (АТ) 23. Луховицы (АТ) 24. Лыткарино 25. Люберцы (АТ) 26. Можайск (АТ) 27. Мытищи (АТ) 28. Наро-Фоминск (АТ) 29. Ногинск (АТ) 30. Одинцово (АТ) 31. Орехово-Зуево (АТ) 32. Павловский Посад (АТ) 33. Подольск (АТ) 34. Протвино 35. Пушкино (АТ) 36. Пущино 37. Раменское (АТ) 38. Реутов 39. Руза (АТ) 40. Сергиев Посад (АТ) 41. Серпухов (АТ) 42. Солнечногорск (АТ) 43. Ступино (АТ) 44. Талдом (АТ) 45. Фрязино (АТ) 46. Химки 47. Черноголовка (АТ) 48. Чехов (АТ) 49. Шатура (АТ) 50. Щёлково (АТ) 51. Электрогорск 52. Электросталь (АТ) 53. Краснознаменск (ЗАТО) 54. пгт Лотошино (АТ) 55. пгт Серебряные Пруды (АТ) 56. пгт Шаховская (АТ) 57. пгт Власиха (ЗАТО) 58. пгт Восход (ЗАТО) 59. пгт Звёздный городок (ЗАТО) 60. пгт Молодёжный (ЗАТО) примечания | 1. ГО Балашиха 2. ГО Бронницы 3. Ленинский ГО 4. Волоколамский ГО 5. ГО Воскресенск 6. ГО Дзержинский 7. Дмитровский ГО 8. ГО Долгопрудный 9. ГО Домодедово 10. ГО Дубна 11. ГО Егорьевск 12. ГО Жуковский 13. ГО Зарайск 14. ГО Истра 15. ГО Кашира 16. ГО Клин 17. ГО Коломна 18. ГО Королёв 19. ГО Котельники 20. ГО Красногорск 21. ГО Лобня 22. ГО Лосино-Петровский 23. ГО Луховицы 24. ГО Лыткарино 25. ГО Люберцы 26. Можайский ГО 27. ГО Мытищи 28. Наро-Фоминский ГО 29. Богородский ГО 30. Одинцовский ГО 31. Орехово-Зуевский ГО 32. ГО Павловский Посад 33. ГО Подольск 34. ГО Протвино 35. Пушкинский ГО 36. ГО Пущино 37. Раменский ГО 38. ГО Реутов 39. Рузский ГО 40. Сергиево-Посадский ГО 41. ГО Серпухов 42. ГО Солнечногорск 43. ГО Ступино 44. Талдомский ГО 45. ГО Фрязино 46. ГО Химки 47. ГО Черноголовка 48. ГО Чехов 49. ГО Шатура 50. ГО Щёлково 51. ГО Электрогорск 52. ГО Электросталь 53. ГО Краснознаменск 54. ГО Лотошино 55. ГО Серебряные Пруды 56. ГО Шаховская 57. ГО Власиха 58. ГО Восход 59. ГО Звёздный городок 60. ГО Молодёжный |
| Мурманская область АТЕ город ПТ АТЕ ЗАТО АТЕ пос. ЗАТО                     |      | Мурманск                                              | 51           | 47        | 1. город Апатиты (ПТ) 2. город Кировск (ПТ) 3. город Мончегорск (ПТ) 4. город-герой Мурманск 5. город Оленегорск (ПТ) 6. город Полярные Зори (ПТ) 7. ЗАТО Александровск: Гаджиево, Полярный, Снежногорск (ЗАТО) 8. Заозёрск (ЗАТО) 9. Островной (ЗАТО) 10. Североморск (ЗАТО) 11. пос. Видяево, нп Чан-Ручей (ЗАТО) примечания | 1. МО город Апатиты с ПТ 2. МО город Кировск с ПТ 3. МО город Мончегорск с ПТ 4. ГО город-герой Мурманск 5. МО город Оленегорск с ПТ 6. МО город Полярные Зори с ПТ 7. ГО ЗАТО Александровск 8. ГО ЗАТО город Заозёрск 9. ГО ЗАТО город Островной 10. ГО ЗАТО город Североморск 11. ГО ЗАТО пос. Видяево |
| Нижегородская область ГОЗ ЗАТО                                             |      | Нижний Новгород                                       | 52           | 22        | 1. Арзамас 2. Бор 3. Выкса 4. Дзержинск 5. Кулебаки 6. Навашино 7. Нижний Новгород 8. Первомайск 9. Перевоз 10. Семёнов 11. Чкаловск 12. Шахунья 13. Саров (ЗАТО) примечания | 1. ГО Арзамас 2. ГО Бор 3. ГО Выкса 4. ГО Дзержинск 5. ГО Кулебаки 6. Навашинский ГО 7. ГО Нижний Новгород 8. ГО Первомайск 9. Перевозский ГО 10. Семёновский ГО 11. ГО Чкаловск 12. ГО Шахунья 13. ГО ЗАТО город Саров |
| Новгородская область ГОЗ                                                   |      | Великий Новгород                                      | 53           | 49        | 1. Боровичи 2. Великий Новгород 3. Старая Русса (Старорусское поселение) примечания | 1. ГП Боровичи Боровичского МР 2. ГО Великий Новгород 3. ГП Старая Русса Старорусского МР |
| Новосибирская область ГОЗ                                                  |      | Новосибирск                                           | 54           | 50        | 1. Барабинск 2. Бердск 3. Искитим 4. Куйбышев 5. Новосибирск 6. Обь 7. Татарск 8. рп Кольцово примечания | 1. ГП Барабинск Барабинского МР 2. ГО Бердск 3. ГО Искитим 4. ГП Куйбышев Куйбышевского МР 5. ГО Новосибирск 6. ГО Обь 7. ГП Татарск Татарского МР 8. ГО Кольцово |
| Омская область ГОЗ                                                         |      | Омск                                                  | 55           | 52        | 1. Исилькуль 2. Калачинск 3. Называевск 4. Омск 5. Тара 6. Тюкалинск | 1. Исилькульское ГП Исилькульского МР 2. Калачинское ГП Калачинского МР 3. Называевское ГП Называевского МР 4. ГО Омск 5. Тарское ГП Тарского МР 6. Тюкалинское ГП Тюкалинского МР |
| Оренбургская область город                                                 |      | Оренбург                                              | 56           | 53        | 1. Абдулино 2. Бугуруслан 3. Бузулук 4. Гай 5. Кувандык 6. Медногорск 7. Новотроицк 8. Оренбург 9. Орск 10. Соль-Илецк 11. Сорочинск 12. Ясный 13. пос. Комаровский (ЗАТО) | 1. Абдулинский ГО (адм. ц.) 2. ГО Бугуруслан 3. ГО Бузулук 4. Гайский ГО (адм. ц.) 5. Кувандыкский ГО (адм. ц.) 6. ГО Медногорск 7. ГО Новотроицк 8. ГО Оренбург 9. ГО Орск 10. Соль-Илецкий ГО (адм. ц.) 11. Сорочинский ГО (адм. ц.) 12. Ясненский ГО (адм. ц.) 13. ГО ЗАТО Комаровский |
| Орловская область ГОЗ (ГОП)                                                |      | Орёл                                                  | 57           | 54        | 1. Ливны 2. Мценск 3. Орёл | 1. ГО 2. ГО 3. ГО |
| Пензенская область ГОЗ                                                     |      | Пенза                                                 | 58           | 56        | 1. Кузнецк 2. Пенза 3. Заречный (ЗАТО) примечания | 1. ГО 2. ГО 3. ГО |
| Псковская область АТЕ город АО                                             |      | Псков                                                 | 60           | 58        | 1. АО Великие Луки 2. АО Псков | 1. ГО 2. ГО |
| Ростовская область город ГО                                                |      | Ростов-на-Дону                                        | 61           | 60        | 1. Азов 2. Батайск 3. Волгодонск 4. Гуково 5. Донецк 6. Зверево 7. Каменск-Шахтинский 8. Новочеркасск 9. Новошахтинск 10. Ростов-на-Дону 11. Таганрог 12. Шахты примечания | 1. ГО 2. ГО 3. ГО 4. ГО 5. ГО 6. ГО 7. ГО 8. ГО 9. ГО 10. ГО 11. ГО 12. ГО |
| Рязанская область ГОЗ                                                      |      | Рязань                                                | 62           | 61        | 1. Касимов 2. Рязань 3. Сасово 4. Скопин | 1. ГО 2. ГО 3. ГО 4. ГО |
| Самарская область ГОЗ                                                      |      | Самара                                                | 63           | 36        | 1. Жигулёвск 2. Кинель 3. Новокуйбышевск 4. Октябрьск 5. Отрадный 6. Похвистнево 7. Самара 8. Сызрань 9. Тольятти 10. Чапаевск | 1. ГО 2. ГО 3. ГО 4. ГО 5. ГО 6. ГО 7. ГО 8. ГО 9. ГО 10. ГО |
| Саратовская область город (ГОЗ) пос./пгт ЗАТО пос.                         |      | Саратов                                               | 64           | 63        | 1. Саратов 2. Шиханы (б. ЗАТО) 3. пос. Светлый (ЗАТО) 4. пос. Михайловский (де-факто, б. ЗАТО) 5. пос. Новооктябрьский примечания | 1. ГО Саратов (адм. ц.) 2. ГО Шиханы 3. ГО ЗАТО Светлый 4. ГО Михайловский 5. в составе ГО Михайловский |
| Сахалинская область ГОЗ                                                    |      | Южно-Сахалинск                                        | 65           | 64        | 1. Южно-Сахалинск 2. пгт Вахрушев примечания | 1. ГО 2. Вахрушев (Поронайский ГО) |
| Свердловская область АТЕ город ЗАТО пгт ЗАТО                               |      | Екатеринбург                                          | 66           | 65        | 1. Алапаевск 2. Асбест 3. Берёзовский 4. Верхняя Пышма 5. Екатеринбург 6. Заречный 7. Ивдель 8. Ирбит 9. Каменск-Уральский 10. Камышлов 11. Карпинск 12. Качканар 13. Кировград 14. Краснотурьинск 15. Красноуральск 16. Красноуфимск 17. Кушва 18. Нижний Тагил 19. Нижняя Салда 20. Нижняя Тура 21. Первоуральск 22. Полевской 23. Ревда 24. Североуральск 25. Серов 26. Лесной (ЗАТО) 27. Новоуральск (ЗАТО) 28. пгт Свободный (ЗАТО) 29. пгт Уральский (ЗАТО) примечания | 1. ГО Алапаевск 2. Асбестовский ГО + Малышевский ГО + ГО Рефтинский 3. ГО Берёзовский 4. ГО Верхняя Пышма + ГО Среднеуральск 5. ГО Екатеринбург 6. ГО Заречный 7. Ивдельский ГО + ГО Пелым 8. ГО Ирбит 9. Каменск-Уральский ГО 10. Камышловский ГО 11. ГО Карпинск + Волчанский ГО 12. Качканарский ГО 13. Кировградский ГО + ГО Верхний Тагил 14. ГО Краснотурьинск 15. ГО Красноуральск 16. ГО Красноуфимск 17. Кушвинский ГО + ГО Верхняя Тура 18. ГО Нижний Тагил 19. ГО Нижняя Салда 20. Нижнетуринский ГО 21. ГО Первоуральск 22. ГО Полевской 23. ГО Ревда + ГО Дегтярск 24. Североуральский ГО 25. Серовский ГО 26. ГО Лесной 27. Новоуральский ГО 28. ГО ЗАТО Свободный 29. ГО «посёлок Уральский» |
| Смоленская область город                                                   |      | Смоленск                                              | 67           | 66        | 1. Десногорск 2. Смоленск | 1. ГО 2. ГО |
| Тамбовская область ГОЗ                                                     |      | Тамбов                                                | 68           | 68        | 1. Кирсанов 2. Котовск 3. Мичуринск 4. Моршанск 5. Рассказово 6. Тамбов 7. Уварово | 1. ГО 2. ГО 3. ГО 4. ГО 5. ГО 6. ГО 7. ГО |
| Тверская область округ ГОЗ ГОкЗ пгт пгт ЗАТО                               |      | Тверь                                                 | 69           | 28        | 1. Андреаполь (окр.) 2. Весьегонск (окр.) 3. Вышний Волочёк (окр.) 4. Западная Двина (окр.) 5. Кашин (окр.) 6. Кимры (обл.) 7. Красный Холм (окр.) 8. Лихославль (окр.) 9. Нелидово (окр.) 10. Осташков (окр.) 11. Ржев (обл.) 12. Тверь (обл.) 13. Торжок (обл.) 14. Удомля (окр.) 15. пгт Озёрный (ЗАТО) 16. пгт Солнечный (ЗАТО) примечания | 1. Андреапольский МО (адм. ц.) 2. Весьегонский МО (адм. ц.) 3. Вышневолоцкий ГО (адм. ц.) 4. Западнодвинский МО (адм. ц.) 5. Кашинский ГО (адм. ц.) 6. ГО город Кимры 7. Краснохолмский МО (адм. ц.) 8. Лихославльский МО (адм. ц.) 9. Нелидовский ГО (адм. ц.) 10. Осташковский ГО (адм. ц.) 11. ГО город Ржев 12. ГО город Тверь 13. ГО город Торжок 14. Удомельский ГО (адм. ц.) 15. Оленинский МО (адм. ц.) 16. ГО Озёрный 17. ГО Солнечный |
| Томская область ГОП ЗАТО                                                   |      | Томск                                                 | 70           | 69        | 1. Кедровый 2. Стрежевой 3. Томск 4. Северск (ЗАТО) примечания | 1. ГО 2. ГО 3. ГО 4. ГО |
| Тульская область ГОП                                                       |      | Тула                                                  | 71           | 70        | 1. Донской 2. Тула примечания | 1. ГО Донской 2. ГО Тула (адм. ц.) |
| Тюменская область город (без учёта Ханты-Мансийского и Ямало-Ненецкого АО) |      | Тюмень                                                | 72           | 71        | 1. Заводоуковск 2. Ишим 3. Тобольск 4. Тюмень 5. Ялуторовск | 1. Заводоуковский ГО (адм. ц.) 2. ГО Ишим 3. ГО Тобольск 4. ГО Тюмень 5. ГО Ялуторовск |
| Ульяновская область ГОЗ                                                    |      | Ульяновск                                             | 73           | 73        | 1. Димитровград 2. Новоульяновск 3. Ульяновск примечания | 1. ГО 2. ГО 3. ГО |
| Челябинская область город рп                                               |      | Челябинск                                             | 74           | 75        | 1. Верхний Уфалей 2. Златоуст 3. Карабаш 4. Копейск 5. Кыштым 6. Магнитогорск 7. Миасс 8. Троицк 9. Усть-Катав 10. Чебаркуль 11. Челябинский 12. Южноуральский 13. Озёрск (ЗАТО) 14. Снежинск (ЗАТО) 15. Трёхгорный (ЗАТО) 16. рп Локомотивный (б. ЗАТО) примечания | 1. Верхнеуфалейский ГО 2. Златоустовский ГО 3. Карабашский ГО 4. Копейский ГО 5. Кыштымский ГО 6. Магнитогорский ГО 7. Миасский ГО 8. Троицкий ГО 9. Усть-Катавский ГО 10. Чебаркульский ГО 11. Челябинский ГО 12. Южноуральский ГО 13. Озёрский ГО 14. Снежинский ГО 15. Трёхгорный ГО 16. Локомотивный ГО |
| Ярославская область ГОЗ                                                    |      | Ярославль                                             | 76           | 78        | 1. Переславль-Залесский 2. Ростов Великий 3. Рыбинск 4. Тутаев 5. Углич 6. Ярославль | 1. ГО Переславль-Залесский (адм. ц.) 2. ГП Ростов Ростовского МР 3. ГО Рыбинск 4. ГП Тутаев Тутаевского МР 5. ГП Углич Угличского МР 6. ГО Ярославль |
| Еврейская АО город                                                         |      | Биробиджан                                            | 79           | 99        | 1. Биробиджан | 1. ГО |

### Города окружного значения (подчинения)
Сокращения:
- ГОк3 — город окружного значения.

| Субъект федерации и адм. ед.                        | Герб | Администра- тивный центр | Код субъекта | Код ОКАТО | Город, пгт | Соответствующие муниципальные образования |
| --------------------------------------------------- | ---- | ------------------------ | ------------ | --------- | --- | --- |
| Ненецкий АО ГОкЗ (Архангельская область)            |      | Нарьян-Мар               | 83           | 111       | 1. Нарьян-Мар примечания | 1. ГО |
| Ханты-Мансийский АО — Югра ГОкЗ (Тюменская область) |      | Ханты-Мансийск           | 86           | 711       | 1. Белоярский 2. Когалым 3. Лангепас 4. Мегион 5. Нефтеюганск 6. Нижневартовск 7. Нягань 8. Покачи 9. Пыть-Ях 10. Радужный 11. Сургут 12. Урай 13. Ханты-Мансийск 14. Югорск | 1. ГП Белоярский Белоярского МР 2. ГО Когалым 3. ГО Лангепас 4. ГО Мегион 5. ГО Нефтеюганск 6. ГО Нижневартовск 7. ГО Нягань 8. ГО Покачи 9. ГО Пыть-Ях 10. ГО Радужный 11. ГО Сургут 12. ГО Урай 13. ГО Ханты-Мансийск 14. ГО Югорск |
| Чукотский АО ГОкЗ                                   |      | Анадырь                  | 87           | 77        | 1. Анадырь | 1. ГО |
| Ямало-Ненецкий АО ГОкЗ (Тюменская область)          |      | Салехард                 | 89           | 7114      | 1. Губкинский 2. Лабытнанги 3. Муравленко 4. Надым 5. Новый Уренгой 6. Ноябрьск 7. Салехард                                                                                  | 1. ГО Губкинский 2. ГО Лабытнанги 3. ГО Муравленко 4. МО Надымский район (адм. ц.) 5. ГО Новый Уренгой 6. ГО Ноябрьск 7. ГО Салехард                                                                                                  |

### Города в составе городов федерального значения
| Субъект федерации              | Герб | Администра- тивный центр | Код субъекта | Код ОКАТО | Город, пгт | Соответствующие внутригородские муниципальные образования                                        |
| ------------------------------ | ---- | ------------------------ | ------------ | --------- | --- | ------------------------------------------------------------------------------------------------ |
| Москва ТЕ город ТЕ пгт АО НП   |      | Москва                   | 77           | 45        | 1. Зеленоград (АО) 2. Московский (поселение Московский) 3. Троицк 4. Щербинка 5. пгт Киевский (поселение Киевский) 6. пгт Кокошкино (поселение Кокошкино) примечания | 1. 5 муниципальных округов 2. — 3. ГО Троицк 4. ГО Щербинка 5. — 6. —                            |
| Санкт-Петербург                |      | Санкт-Петербург          | 78           | 40        | 1. отсутствуют примечания |                                                                                                  |
| Севастополь ТЕ город ТЕ пгт НП |      | Севастополь              | 92           | 67        | 1. Балаклава (Балаклавский район) 2. Инкерман (Балаклавский район) 3. пгт Кача (Нахимовский район) 4. пгт Ласпи (Балаклавский район)                                 | 1. Балаклава, адм. ц. Балаклавского МО 2. город Инкерман 3. пгт Кача, адм. ц. Качинского МО 4. — |

## Город районного (окружного) значения
К категории города районного значения (подчинения) относятся все остальные города субъектов РФ, такие города находятся в подчинении районной администрации. Чаще всего городами районного значения являются небольшие районные центры, а также прочие города, входящие в состав района.
Например, в Липецкой области 6 городов районного подчинения (райцентров): Грязи, Данков, Задонск, Лебедянь, Усмань, Чаплыгин, которые в рамках муниципального устройства входят в 6 одноимённых городских поселений в составе соответствующих муниципальных районов.
В Кемеровской области город районного подчинения — административно-территориальная единица, подчинённая администрации города областного подчинения, состоящая из города с численностью населения не менее десяти тысяч человек либо указанного города и административно подчинённого ему одного или нескольких сельских населённых пунктов. В настоящий момент такой город один — подчинённый Гурьевску город Салаир, которому подчинены сельские населённые пункты Гавриловка и Салаирский Дом Отдыха (вероятно, приравнен к внутригородскому району города краевого подчинения, при том что собственно районы в составе Гурьевска отсутствуют).
В Тверской области организованы административно-территориальные единицы округа и города окружного значения (не смешивать с городами окружного значения как самостоятельными административными единицами):
- округ — административно-территориальная единица, границы которой совпадают с границами муниципального образования, наделённого в соответствии с законодательством статусом городского округа или муниципального округа, имеющая в пределах границы своей территории одну или несколько территориальных единиц,
- город окружного значения — город, входящий в состав территории одного из городских округов или муниципальных округов области[129][130].

Законодательством Нижегородской области предусмотрена административно-территориальная единица городской округ (нормы закона в отношении города областного значения применяются в отношении городского округа, если иное не предусмотрено законом), соответственно, город окружного значения относится к виду административно-территориального образования — город районного значения — и является внутригородским районом городского округа.

## История
После проведения административной реформы, все города Российской империи стали разделяться на губернские, уездные и заштатные. Губернский город являлся административным центром какой-либо губернии, уездный — уезда в губернии, заштатный (также назывался безуездным или посадом) город обладал всеми правами города, но не являлся административным центром.
Впервые выделение городов в самостоятельные административные единицы было осуществлено во второй половине XVIII века, когда город Нарва был выведен из состава Санкт-Петербургской губернии и не приписан никакой другой губернии. В 1802 году Нарва была возвращена в состав Санкт-Петербургской губернии, однако этот год можно считать началом нового этапа в истории городов.
Именно в 1802 году появились первые градоначальства — города с прилегающими территориями, выделяемые из состава губерний вследствие их особого расположения или значения. Тогда были образованы три градоначальства. В дальнейшем одни градоначальства упразднялись, а другие образовывались; в итоге к 1917 году в Российской империи было девять градоначальств.
В 1917—1930 годах велось активное административно-территориальное переустройство страны, был осуществлён переход от имперской системы «губерния (область) — уезд — волость» к новой системе «область (край, республика) — округ — район», а затем и к системе «область (край, республика) — район», фактически сохраняющейся по сей день. Все градоначальства в этот период были упразднены; появилось новое разделение городов.
Разделение городов и их список:
- город республиканского подчинения — административный центр союзной республики СССР, в ряде случаев также и некоторые другие города союзных республик;
  - см. Союзные республики СССР
- город республиканского (АССР) подчинения — административный центр АССР в составе союзной республики, некоторые другие города автономных республик;
- город краевого подчинения — административный центр края, некоторые другие города в составе края;
- город областного подчинения — административный центр области или автономной области, некоторые другие города;
- город окружного подчинения — административный центр округа, национального округа или автономного округа, некоторые другие города;

До 1931 года все города входили в состав своих административных единиц, а города республиканского подчинения также выполняли функции административных центров соответствующих областей или районов.
В 1931 году два крупных города СССР — Москва и Ленинград были отделены от их областей в самостоятельные единицы. Кроме того, Ленинград, не являясь столицей республики, также получил категорию «город республиканского подчинения». В 1943 и 1946 году соответственно от своих областей в самостоятельные единицы были отделены города Ташкент и Минск.
В 1943—1951 годах целый ряд крупных городов РСФСР были отнесены к категории городов республиканского подчинения, в их числе Горький, Красноярск, Куйбышев, Молотов, Новосибирск, Омск, Ростов-на-Дону, Саратов, Свердловск, Севастополь, Сочи, Сталинград и Челябинск. Однако 3 июня 1958 года всем этим городам (кроме Севастополя) были возвращены категории областного или краевого подчинения.
Также начиная с 1920-х годов крупные районные центры начинают получать категорию городов республиканского (АССР), краевого, областного подчинения, а в союзных республиках, не имеющих административных единиц выше района (например, Молдавская ССР или Эстонская ССР) — республиканского подчинения. В свою очередь города, не имевшие какого-либо статуса, получают категорию города районного подчинения.
В течение всего времени города различных категорий появлялись и исчезали. Причиной перевода из одной категории в другую могли послужить изменение административно-территориального устройства региона (например, упразднение какого-либо района или перенос его административного центра), потеря значимости города для региона (например, закрытие градообразующего предприятия), значительное сокращение численности населения, потеря статуса города, слияние города с более крупным городом и некоторые иные причины.

## Новые независимые государства
В первые годы после распада СССР ситуация кардинально не поменялась, изменилась лишь терминология: убрано уточнение «(АССР)», вместо слова «подчинения» стали применять слово «значения», а категория «город республиканского подчинения» заменена категорией «город федерального значения». После проведения административной реформы города регионального (то есть республиканского, краевого, областного, окружного) значения стали именоваться «городской округ», однако категория городов остаётся поныне. Некоторые города регионального значения были объединены со своими районами и фактически перешли в категорию городов районного значения.
В остальных республиках бывшего СССР ситуация с городами сложилась по-разному. Так, в Азербайджане, Белоруссии, Казахстане, Киргизии, Латвии, Таджикистане, Туркмении, Узбекистане и на Украине фактически сохранилась советская система категорий городов, ряд городов был выделен из состава областей в самостоятельные единицы (Алма-Ата и Астана в Казахстане, Бишкек и Ош в Киргизии, Душанбе в Таджикистане, Ашхабад в Туркмении, Киев и Севастополь на Украине). В Литве, Грузии и Армении города республиканского подчинения исчезли в результате административно-территориальных реформ. В Эстонии города республиканского подчинения были включены в состав уездов, то есть фактически тоже перестали существовать. В Молдавии категория «город республиканского подчинения» была снята со всех городов. Позже некоторым городам был присвоен новый статус «муниципий», однако он не является строгим эквивалентом «города республиканского подчинения», так, некоторые муниципии являются административными единицами второго уровня, то есть входят в состав района или АТО.